# Deutsche Konservative
Die Deutsche Konservative (bis 2014 Deutsche Konservative Partei) war eine von 2009 bis 2023 existierende deutsche Kleinpartei.

## Geschichte

Logo mit dem alten Namen „Deutsche Konservative Partei“

Die Partei wurde 2009 von früheren Funktionären und Mitgliedern des Berliner Landesverbands der rechtspopulistischen Partei Rechtsstaatlicher Offensive gegründet. Ursprünglich war die Gründung unter dem Namen „Deutsche Partei – Die Konservativen“ geplant, was allerdings durch den Bundeswahlleiter zurückgewiesen wurde, da dieser Name schon durch die Deutsche Partei belegt ist. Sie nannte sich daher Deutsche Konservative Partei, seit 2014 Deutsche Konservative. Nach Eigenangaben der Partei hatte sie 2014 bundesweit weniger als 400 Mitglieder.
Die Partei trat erstmals bei der Wahl zum Abgeordnetenhaus von Berlin 2011 an und erreichte 608 (0,0 %) Erst- und 2332 (0,2 %) Zweitstimmen.
Am 14. Januar 2012 fusionierte die Partei mit der Allianz der Mitte.
Die Partei wollte zum Sammelbecken des politischen Spektrums der Konservativen werden und sah sich als „bürgerlich-konservativ, solide, sicher, sozial und frei“. Einige Politiker und Kandidaten der Partei waren zuvor Mitglieder extrem rechter Parteien. So war der Spitzenkandidat zur Kreistagswahl in Cham 2014, Erich Schwarzfischer, zuvor Kreisvorsitzender der Partei Die Republikaner und Bundestagskandidat für die NPD. Zur Europawahl 2014 stellte die Partei u. a. Tilo Bretschneider, Landesvorsitzender der Bürgerrechtspartei für mehr Freiheit und Demokratie – Die Freiheit in Sachsen auf. Die Partei wurde jedoch nicht zur Wahl zugelassen.
Im Dezember 2016 wurde ein Zusammenschluss mit der Partei Zukunft für Deutschland unter dem Rechtsmantel der Partei Deutsche Konservative angekündigt.
Die Partei nahm mit zwei Direktkandidaten an der Landtagswahl 2019 in Brandenburg teil. Diese erreichten 0,7 % bzw. 0,2 % der Stimmen in ihrem jeweiligen Wahlkreis.
Ende September 2019 startete die Deutsche Konservative die Kampagne: Autofahrerpartei – Deutsche Konservative. Dabei lehnte sie die Verkehrswende ab.
Zur Bundestagswahl 2021  wurde die Partei zwar zugelassen, trat aber weder mit Landeslisten noch mit Direktkandidaten an. Bei der Wahl zum Abgeordnetenhaus von Berlin 2021 trat die Partei mit einer Bezirksliste in Charlottenburg-Wilmersdorf an, auf die  neun Stimmen entfielen.
Zum Jahresende 2023 gab die Partei ihre Auflösung bekannt.

## Namensähnlichkeiten
- 1945 und 1946 gab es bereits eine Deutsche Konservative Partei, aus der die spätere Deutsche Konservative Partei – Deutsche Rechtspartei hervorging.
- Eine Deutschkonservative Partei existierte schon im Kaiserreich und war das Sammelbecken legitimistisch und antiparlamentarisch orientierter preußischer Altkonservativer.
- Zum 1986 in Hamburg gegründeten, weiterhin existenten Verein Die Deutschen Konservativen besteht kein Zusammenhang.